# Добрин Добрев (семиотик)
Вижте пояснителната страница за други личности с името Добрин Добрев.
Добрин Начев Добрев е български литературовед, семиотик и културолог, професор, доктор на филологическите науки.

## Биография
Роден е на 7 февруари 1951 г. в Дряново. Завършва гимназия в Шумен (1969) и „Българска филология“ в Софийския държавен университет (1974). След това работи в Института за чуждестранни студенти (ИЧС) – филиал Сливен, както и като експерт по литература в Шумен.
От 1980 г. е преподавател във Висшия педагогически институт в Шумен. Защитава докторска дисертация на тема „Проблеми на семиотичния анализ на художествената литература“ (1984). Специализира в София (1980), Бърно (1984), Прага (1986), Москва (1988) и Варшава (1989). През 1997 – 2000 г. е гост-лектор по български език, литература и култура във Виенския университет. Доктор на филологическите науки с дисертация на тема „Символите в българския символизъм“ (1999). От 2001 г. е професор по теория на литературата.
От 2002 до 2007 г. е ректор на Шуменския университет „Епископ Константин Преславски“.
Член на Съюза на учените в България.
Изследването му „Теорията за знака в лингвистиката и литературната наука“ в съавторство с Е. Добрева е първото по рода си в България проследяване на същността и историческото развитие на знаковата система във филологическата наука.
Обявен за един от „Достойните българи за 2006 година“ в инициативата на вестник „24 часа“.
Три пъти носител на наградата на град Шумен за наука (1989, 2001 и 2015 г.).
Почетен гражданин на град Шумен (2020 г.).
Областен лидер на ГЕРБ в Шумен от август 2010 г. до октомври 2014 г.
Член е на журито на националната награда „Иван Пейчев“ през 2009 г., 2013 г., 2017 г. и 2019 г.